# Rockwell (Schriftart)
Rockwell ist eine Schriftart mit Serifen aus der Schriftklasse Egyptienne.  Die Schrift entstand im Auftrag des damaligen Betriebsleiters Frank Hinman Pierpont 1934 bei der Monotype Corporation und erwies sich als eine der erfolgreichsten Egyptienne-Schriften des 20. Jahrhunderts.
Die Rockwell wurde z. B. in den 1980ern für das ÖKO-TEST-Magazin, für den Fließtext im P.M. Magazin und in den jährlich erscheinenden Ausgaben des Guinness-Buchs der Rekorde verwendet.

## Vorbilder
Ähnlich ist die von der Bauerschen Gießerei, Frankfurt am Main, ab 1930 in sieben Schnitten gegossene Schriftfamilie Beton, die nach Entwürfen von Heinrich Jost entstand.

## Derivate
Die von Herb Lubalin entwickelte ITC Lubalin Graph ist eine Egyptienneversion der ITC Avant Garde, die der Rockwell ähnelt; sie hat etwas weniger Serifen (z. B. keine Fußserife in der 7, nur eine nach links gerichtete Serife im A) und ein paar andere Majuskeln (z. B. G und R). Die ITC Avant Garde Gothic entspricht etwa einer serifenlosen Variante der ITC Lubalin Graph und der Rockwell.
Der Rockwell ähnlich ist auch die Glypha, in der zusätzliche Serifen vorkommen (z. B. beim G und an den Mittelstrichen von E und F), andere Serifen hingegen fehlen (z. B. beim A).